# Payera beondrokensis
Payera beondrokensis là một loài thực vật có hoa trong họ Thiến thảo. Loài này được (Humbert) Buchner & Puff mô tả khoa học đầu tiên năm 1993.